# Deutschland macht dicht
Deutschland macht dicht ist ein Roman von Dietmar Dath mit Illustrationen von Piwi aus dem Jahr 2010.

## Inhalt
Der Verlag bezeichnet Deutschland macht dicht als „politisches Bilderbuch“, das von Hendrik und Rosalie erzählt. Sie müssen erleben, dass sich das Land, in dem sie wohnen, auf unerklärliche Weise und angeblich zur Krisenabwehr gegen alles Abweichende und Unberechenbare abgeschirmt hat. Der weise Hase Mandelbaum, ein Cowboy namens Jesus und andere Gestalten helfen dem Heldenpaar, den Widerstand des Besonderen gegen das Allgemeine zu riskieren.

## Rezensionen
Christopher Schmidt nannte den Plot des Buchs in der Süddeutschen Zeitung (17. April 2010) „krude“, das Werk bezeichnete er als „Infantilismus“ für „unreife Menschen“. Eberhard Falcke schrieb in der „Zeit“ (31. März 2010), das Buch sei ein „Spitzenerzeugnis der kleinen literarischen Formen“. Andreas Rosenfelder schrieb in der FAZ (26. März 2010) über das Ende des Buchs, dass dessen „Bilderbuchschluss die Sache mit der Finanzkrise eher vereinfacht als erhellt. Aber es ist ja auch ein Bilderbuch.“

## Ausgaben
- Deutschland macht dicht. Eine Mandelbaumiade. Suhrkamp Verlag, Frankfurt/M. 2010, ISBN 978-3-518-42163-5.